# تاکهیده ناکاتانی
تاکهیده ناکاتانی (انگلیسی: Takehide Nakatani؛ زادهٔ ۹ ژوئیهٔ ۱۹۴۱) جودوکار اهل ژاپن است.
وی در مسابقات کشوری و بین‌المللی در مجموع برندهٔ ۱ مدال طلا، ۱ مدال برنز شده‌است.